# Metaphidippus coccinelloides
Metaphidippus coccinelloides är en spindelart som beskrevs av Cândido Firmino de Mello-Leitão 1947. 
Metaphidippus coccinelloides ingår i släktet Metaphidippus och familjen hoppspindlar. Inga underarter finns listade i Catalogue of Life.